# Takuya Tsuda
Takuya Tsuda (Japans: 津田 拓也, Tsuda Takuya) (Iwade, 27 april 1984) is een Japans motorcoureur.

## Carrière
Tsuda maakte in 2004 zijn debuut in de ST600-klasse van het All Japan Road Race Championship op een Honda. In 2006 kwam hij hiernaast ook uit in de JSB1000-klasse. Pas na zijn overstap naar een Yamaha in 2009 wist hij goede resultaten te boeken in de ST600; zo werd hij dat jaar dertiende in het kampioenschap. In 2010 wisselde hij opnieuw van merk naar Suzuki. In 2013 maakte hij met dit merk eveneens de fulltime overstap naar de JSB1000-klasse. Hierin boekte hij grote successen, op de Tsukuba Circuit won hij zijn eerste race in het kampioenschap en ook tijdens de seizoensafsluiter op het Suzuka International Racing Course behaalde hij een podium, waardoor hij vierde werd in het kampioenschap. In 2014 won hij geen races, maar stond hij wel vier keer op het podium en verbeterde zichzelf zo naar de derde plaats in het kampioenschap achter Katsuyuki Nakasuga en Takumi Takahashi.
In 2015 zakte Tsuda in de JSB1000 naar de vierde plaats in de eindstand, ondanks dat hij op Suzuka zijn tweede overwinning in het kampioenschap behaalde. Dat jaar werd hij ook testrijder voor het nieuwe MotoGP-team van Suzuki. In 2016 werd hij achter Nakasuga tweede, mede dankzij vier podiumplaatsen in de eerste vier races. In 2017 kwam hij ook uit in dit kampioenschap, maar daarnaast mocht hij dat jaar ook zijn MotoGP-debuut maken voor Suzuki als vervanger van de geblesseerde Álex Rins tijdens de Grand Prix van Spanje.

## Statistieken

### Grand Prix

#### Per seizoen
| Seizoen | Klasse | Motor  | Team               | Races | Winst | Podiums | Poles | SR | Ptn | Pos |
| ------- | ------ | ------ | ------------------ | ----- | ----- | ------- | ----- | -- | --- | --- |
| 2017    | MotoGP | Suzuki | Team Suzuki Ecstar | 1     | 0     | 0       | 0     | 0  | 0   | 29e |
| 2022    | MotoGP | Suzuki | Team Suzuki Ecstar | 1     | 0     | 0       | 0     | 0  | 0   | NC  |
| Totaal  | Totaal | Totaal | Totaal             | 2     | 0     | 0       | 0     | 0  | 0   |     |

#### Per klasse
| Klasse | Seizoenen  | 1e GP       | 1e podium  | 1e winst   | Races | Winst | Podiums | Poles | SR | Ptn | Kampioen |
| ------ | ---------- | ----------- | ---------- | ---------- | ----- | ----- | ------- | ----- | -- | --- | -------- |
| MotoGP | 2017, 2022 | Spanje 2017 |            |            | 2     | 0     | 0       | 0     | 0  | 0   | 0        |
| Totaal | 2017, 2022 | 2017, 2022  | 2017, 2022 | 2017, 2022 | 2     | 0     | 0       | 0     | 0  | 0   | 0        |

#### Races per jaar
(vetgedrukt betekent pole positie; cursief betekent snelste ronde)
| Jaar | Klasse | Motor  | 1   | 2   | 3   | 4      | 5   | 6   | 7   | 8   | 9   | 10  | 11  | 12  | 13  | 14  | 15  | 16      | 17  | 18  | 19  | 20  | Pos | Ptn |
| ---- | ------ | ------ | --- | --- | --- | ------ | --- | --- | --- | --- | --- | --- | --- | --- | --- | --- | --- | ------- | --- | --- | --- | --- | --- | --- |
| 2017 | MotoGP | Suzuki | QAT | ARG | AME | SPA 17 | FRA | ITA | CAT | NED | DUI | TSJ | OOS | GBR | SMR | ARA | JPN | AUS     | MAL | VAL |     |     | 29  | 0   |
| 2022 | MotoGP | Suzuki | QAT | INA | ARG | AME    | POR | SPA | FRA | ITA | CAT | DUI | NED | GBR | OOS | SMR | ARA | JPN DNF | THA | AUS | MAL | VAL | NC  | 0   |